# Sabine Swoboda
Sabine Swoboda (* 23. März 1975 in Guntramsdorf) ist eine österreichische Beachvolleyball-Spielerin.

## Karriere
Sabine Swoboda begann 1998 mit dem Beachvolleyball. Mit Christine Mellitzer nahm sie 2001 an der Heim-WM in Klagenfurt teil. Ansonsten hatte Swoboda auf der FIVB World Tour mit Mellitzer sowie später mit Christina Gschweidl nur zweistellige Platzierungen. Ab 2004 bildete sie ein Duo mit Sara Montagnolli. Im folgenden Jahr feierte das Team, das von dem Brasilianer Leonardo Lourenco da Silva trainiert und vom Bundesheer unterstützt wurde, erste Erfolge bei Satellite-Turnieren und gewann in Buenos Aires. 2006 belegten Montagnolli/Swoboda den siebten Rang bei der Europameisterschaft und erreichten Top-10-Platzierungen bei den Grand Slams in Klagenfurt und Stavanger. Neben dem neunten und fünften Rang bei den Turnieren in Berlin und in Paris verzeichneten sie 2007 einen 17. Platz bei der WM in Gstaad. 2008 wurden sie Dreizehnter bei der EM in Hamburg und qualifizierten sich für die Olympischen Spiele in Peking, aufgrund gesundheitlicher Probleme von Swoboda zog das ÖOC allerdings ihre Nominierung zurück.
2009 war Jill Jasbar ihre Partnerin. Nach einer Pause 2010 spielte Swoboda von 2011 bis 2014 an der Seite von Cornelia Rimser. Nach einer erneuten Pause 2015 war Swoboda 2016 mit Laura Horvath nur noch auf nationalen Turnieren unterwegs.